# Unia Demokratycznego Centrum
Unia Demokratycznego Centrum, UCD (hiszp. Unión de Centro Democrático) – centroprawicowa federacja partii politycznych w Hiszpanii powstała na fali demokratycznych przemian po śmierci Francisco Franco 3 maja 1977 roku. Jej przewodniczącym był Adolfo Suárez. UDC rządziło od 1977 do 1982. Członkowie partii prezentowali różne poglądy: chadeckie, liberalne, socjaldemokratyczne i socjallliberalne. Byli zwolennikami interwencjonizmu w gospodarce.
W wyborach parlamentarnych w 1977 roku zajęła pierwsze miejsce zdobywając 34,52 proc. głosów, co dało jej 165 miejsc w hiszpańskim parlamencie (na 350). Premierem został Suárez. Partia odegrała największą rolę w tworzeniu konstytucji Hiszpanii. W czasie pracy nad nią i innymi ustawami UCD współpracowała zarówno z prawicowym Sojuszem Ludowym, jak i z lewicowymi PSOE i Komunistyczną Partią Hiszpanii. UCD wygrała także następne wybory w 1979 roku zdobywając 34,84 proc. głosów i 168 miejsc w parlamencie.
Partia rozpadła się w 1983 r. w wyniku wojny na górze, której skutkiem było już w 1981 r. pozbawienie Suáreza przewodnictwa w partii i stanowiska premiera. Większość jej działaczy zasiliło szeregi Partii Ludowej i nowej partii Suáreza Centrum Demokratyczno-Socjalnego.